# Himno del Estado de México
El Himno del Estado de México es el himno oficial del Estado de México, en México. Fue escrito por Heriberto Enríquez Rodríguez, y musicalizado por Manuel Esquivel Durán.

## Especificaciones de uso
Lo artículos constitucionales que acompañan la solemnidad del himno del Estado de México son los siguientes:
- Artículo 7.- El canto, ejecución, reproducción y circulación del Himno del Estado de México se apegará a la letra y música de la versión establecida en la presente Ley. La interpretación del Himno se hará siempre de manera respetuosa y en el ámbito que permita observar la debida solemnidad.

- Artículo 10.- Queda estrictamente prohibido alterar la letra o música del Himno del Estado de México y ejecutarlo, total o parcialmente, en composiciones o arreglos. Asimismo, queda prohibido cantarlo o ejecutarlo con fines de publicidad comercial o de índole semejante.

- Artículo 11.- Todas las ediciones o reproducciones del Himno del Estado de México, los argumentos para teatro, cine, radio y televisión que versen sobre el Himno del Estado o sus autores o que contengan motivos de aquél, requerirán de la autorización de la Secretaría General de Gobierno. Las estaciones de radio y televisión sólo podrán transmitirlo, íntegra o fragmentariamente, previa autorización de la propia Secretaría, salvo las transmisiones de ceremonias oficiales.

- Artículo 12.- El Himno del Estado de México sólo se ejecutará total o parcialmente en actos solemnes de carácter oficial, cívico, cultural, escolar o deportivo y para rendir honores al Gobernador del Estado de México.

En este último caso, se ejecutará la música del coro y de la primera estrofa y se terminará con la del coro.
- Artículo 13.- En ninguna ceremonia se ejecutará el Himno del Estado más de dos veces.

- Artículo 14.- La demostración civil de respeto al Himno del Estado se hará en posición de firmes. Los varones con la cabeza descubierta.

- Artículo 15.- Es obligatoria la enseñanza e interpretación del Himno del Estado de México en todos los planteles de educación primaria y secundaria de la entidad.

Cada año las autoridades educativas convocarán a un concurso de coros infantiles sobre la interpretación del Himno del Estado de México, donde participen los alumnos de enseñanza primaria y secundaria del sistema educativo del Estado .

## Letra
Coro (x2)

El Estado de México es una
prepotente existencia moral;
porción es de la prístina cuna
de la gran libertad nacional.
Estrofas
I
Son sus hijos, su carne y su sangre,
en la pena, sufridos y estoicos;
en la guerra, patriotas y heroicos;
y en la paz, hombres son de labor.
Mexicanos por patria y provincia
responsables en este momento
son un solo y viril sentimiento;
son un alma de fuerza y de amor.
II
Cuando el mundo se agita en el odio
reventando en ciclones de guerra
e inundando de horror de la tierra
la antes fresca y prolífica faz,
el país, que ya supo de angustia
semejante, en el mundo tan vieja,
a los pueblos en pugna aconseja
el amor, el trabajo y la paz.
III
Piensa el hombre y trabaja en la vida;
dentro de ella su anhelo que crece,
útil la hace y al par la embellece
con talento, cultura y bondad.
¡Y es feliz adorando a su Patria
cuando quiere alcanzar la excelencia,
y depura su humana conciencia
respirando, en la paz, libertad!